# Fluctuacions tèrmiques

Difusió atòmica a la superfície d'un cristall. La sacsejada dels àtoms és un exemple de fluctuacions tèrmiques. De la mateixa manera, les fluctuacions tèrmiques proporcionen l'energia necessària perquè els àtoms saltin ocasionalment d'un lloc a un altre veí. Per simplificar, no es mostren les fluctuacions tèrmiques dels àtoms blaus.

En mecànica estadística, les fluctuacions tèrmiques són desviacions aleatòries d'un sistema atòmic del seu estat mitjà, que es produeixen en un sistema en equilibri. Totes les fluctuacions tèrmiques es fan més grans i freqüents a mesura que augmenta la temperatura, i també disminueixen a mesura que la temperatura s'acosta al zero absolut.
Les fluctuacions tèrmiques són una manifestació bàsica de la temperatura dels sistemes: un sistema a temperatura diferent de zero no es manté en el seu estat microscòpic d'equilibri, sinó que mostreja aleatòriament tots els estats possibles, amb probabilitats donades per la distribució de Boltzmann.
Les fluctuacions tèrmiques són una manifestació bàsica de la temperatura dels sistemes: un sistema a temperatura diferent de zero no es manté en el seu estat microscòpic d'equilibri, sinó que pren mostres aleatòries de tots els estats possibles, amb probabilitats donades per la distribució de Boltzmann.
Les fluctuacions tèrmiques generalment afecten tots els graus de llibertat d'un sistema: hi pot haver vibracions aleatòries (fonons), rotacions aleatòries (rotons), excitacions electròniques aleatòries, etc.
Les variables termodinàmiques, com la pressió, la temperatura o l'entropia, també pateixen fluctuacions tèrmiques. Per exemple, per a un sistema que té una pressió d'equilibri, la pressió del sistema fluctua fins a cert punt sobre el valor d'equilibri.
Només les "variables de control" dels conjunts estadístics (com ara el nombre de partícules N, el volum V i l'energia interna E en el conjunt microcanònic ) no fluctuen.
Les fluctuacions tèrmiques són una font de soroll en molts sistemes. Les forces aleatòries que donen lloc a les fluctuacions tèrmiques són una font tant de difusió com de dissipació (incloent l'amortiment i la viscositat). Els efectes competitius de la deriva aleatòria i la resistència a la deriva estan relacionats pel teorema de la fluctuació-dissipació. Les fluctuacions tèrmiques tenen un paper important en les transicions de fase i en la cinètica química.

## Teorema central del límit
El volum de l'espai de fase {\displaystyle {\mathcal {V}}}, ocupat per un sistema de {\displaystyle 2m} graus de llibertat és el producte del volum de configuració {\displaystyle V} i el volum de l'espai de moviment. Com que l'energia és una forma quadràtica del moment per a un sistema no relativista, el radi de l'espai del moment serà {\displaystyle {\sqrt {E}}} de manera que el volum d'una hiperesfera variarà com {\displaystyle {\sqrt {E}}^{2m}} donant un volum de fase de
{\displaystyle {\mathcal {V}}={\frac {(C\cdot E)^{m}}{\Gamma (m+1)}},}
on {\displaystyle C} és una constant que depèn de les propietats específiques del sistema i {\displaystyle \Gamma } és la funció gamma. En el cas que aquesta hiperesfera tingui una dimensionalitat molt alta, {\displaystyle 2m}, que és el cas habitual en termodinàmica, essencialment tot el volum estarà a prop de la superfície
{\displaystyle \Omega (E)={\frac {\partial {\mathcal {V}}}{\partial E}}={\frac {C^{m}\cdot E^{m-1}}{\Gamma (m)}},}
on hem utilitzat la fórmula de recursivitat {\displaystyle m\Gamma (m)=\Gamma (m+1)}.
La superfície {\displaystyle \Omega (E)} té les seves potes en dos mons: (i) el macroscòpic en el qual es considera una funció de l'energia, i les altres variables extenses, com el volum, que s'han mantingut constants en la diferenciació del volum de fase, i (ii)) el món microscòpic on representa el nombre de complexions que és compatible amb un estat macroscòpic determinat. És aquesta quantitat a la que Planck es va referir com a probabilitat "termodinàmica". Es diferencia d'una probabilitat clàssica en la mesura que no es pot normalitzar; és a dir, la seva integral sobre totes les energies divergeix, però divergeix com una potència de l'energia i no més ràpid. Com que la seva integral sobre totes les energies és infinita, podríem intentar considerar la seva transformada de Laplace
{\displaystyle {\mathcal {Z}}(\beta )=\int _{0}^{\infty }e^{-\beta E}\Omega (E)\,dE,}
que es pot donar una interpretació física. El factor exponencial decreixent, on {\displaystyle \beta } és un paràmetre positiu, dominarà la superfície que augmenta ràpidament de manera que es desenvoluparà un pic enormement agut a una certa energia {\displaystyle E^{\star }}. La major part de l'aportació a la integral vindrà d'un veïnat immediat sobre aquest valor de l'energia. Això permet definir una densitat de probabilitat adequada segons
{\displaystyle f(E;\beta )={\frac {e^{-\beta E}}{{\mathcal {Z}}(\beta )}}\Omega (E),}
la integració del qual sobre totes les energies és la unitat a partir de la força de la definició de {\displaystyle {\mathcal {Z}}(\beta )}, que es coneix com a funció de partició o funció de generació. Aquest darrer nom es deu al fet que les derivades del seu logaritme generen els moments centrals, és a dir,
{\displaystyle \langle E\rangle =-{\frac {\partial \ln {\mathcal {Z}}}{\partial \beta }},\qquad \ \langle (E-\langle E\rangle )^{2}\rangle =(\Delta E)^{2}={\frac {\partial ^{2}\ln {\mathcal {Z}}}{\partial \beta ^{2}}},}
El fet que {\displaystyle \Omega (E)} augmenta no més ràpidament que una potència de l'energia assegura que aquests moments seran finits. Per tant, podem ampliar el factor {\displaystyle e^{-\beta E}\Omega (E)} sobre el valor mitjà {\displaystyle \langle E\rangle }, que coincidirà amb {\displaystyle E^{\star }} per a les fluctuacions gaussianes (és a dir, els valors mitjans i els més probables coincideixen), i retenir els termes d'ordre més baix dóna com a resultat
{\displaystyle f(E;\beta )={\frac {e^{-\beta E}}{{\mathcal {Z}}(\beta )}}\Omega (E)\approx {\frac {\exp\{-(E-\langle E\rangle )^{2}/2\langle (\Delta E)^{2}\rangle \}}{\sqrt {2\pi (\Delta E)^{2}}}}.}
Aquesta és la distribució gaussiana, o normal, que es defineix pels seus dos primers moments. En general, es necessitarien tots els moments per especificar la densitat de probabilitat, {\displaystyle f(E;\beta )}, que es coneix com a densitat canònica, o posterior, en contrast amb la densitat anterior {\displaystyle \Omega }, que es coneix com a funció "estructura". Aquest és el teorema del límit central tal com s'aplica als sistemes termodinàmics.
Si el volum de fase augmenta a mesura que {\displaystyle E^{m}}, la seva transformada de Laplace, la funció de partició, variarà segons {\displaystyle \beta ^{-m}}. Reordenar la distribució normal de manera que esdevingui una expressió de la funció de l'estructura i avaluar-la a {\displaystyle E=\langle E\rangle } dona
{\displaystyle \Omega (\langle E\rangle )={\frac {e^{\beta (\langle E\rangle )\langle E\rangle }{\mathcal {Z}}(\beta (\langle E\rangle ))}{\sqrt {2\pi (\Delta E)^{2}}}}.}

## Distribució sobre l'equilibri
Les expressions que es donen a continuació són per a sistemes que estan a prop de l'equilibri i tenen efectes quàntics insignificants.

### Variable única
Suposem {\displaystyle x} és una variable termodinàmica. La distribució de probabilitat {\displaystyle w(x)dx} per {\displaystyle x} està determinada per l'entropia {\displaystyle S} :
{\displaystyle w(x)\propto \exp \left(S(x)\right).}
Si l'entropia és de Taylor expandida al voltant del seu màxim (corresponent a l'estat d'equilibri), el terme d'ordre més baix és una distribució gaussiana:
{\displaystyle w(x)={\frac {1}{\sqrt {2\pi \langle x^{2}\rangle }}}\exp \left(-{\frac {x^{2}}{2\langle x^{2}\rangle }}\right).}
La quantitat {\displaystyle \langle x^{2}\rangle } és la fluctuació quadrada mitjana.

### Variables múltiples
L'expressió anterior té una generalització senzilla a la distribució de probabilitat {\displaystyle w(x_{1},x_{2},\ldots ,x_{n})dx_{1}dx_{2}\ldots dx_{n}} :
{\displaystyle w=\prod _{i,j=1\ldots n}{\frac {1}{\left(2\pi \right)^{n/2}{\sqrt {\langle x_{i}x_{j}\rangle }}}}\exp \left(-{\frac {x_{i}x_{j}}{2\langle x_{i}x_{j}\rangle }}\right),}
on {\displaystyle \langle x_{i}x_{j}\rangle } és el valor mitjà de {\displaystyle x_{i}x_{j}}.